# Sebastian Edtbauer
Sebastian Edtbauer (* 24. September 1981 in Trostberg, Bayern) ist ein deutscher Schauspieler.

## Wirken
Nach dem Abitur absolvierte Edtbauer von 2001 bis 2004 eine Schauspielausbildung an der Otto-Falckenberg-Schule in München. Anschließend folgte ein zweijähriges Engagement am Landestheater Linz. Nebenbei wirkte er auch in einigen Kurzfilmen als Darsteller und in Hörspielen als Sprecher mit, bis ihm 2006 die Rolle des Erik Landmann in der ZDF-Telenovela Wege zum Glück angeboten wurde, in der er von Dezember 2006 bis Oktober 2007 zu sehen war.

## Filmografie (Auswahl)
- 2004: U 43 (Kurzfilm)
- 2005: Willst du reden? (Kurzfilm)
- 2005: Schwelle zum Meer (Kurzfilm)
- 2006–2007: Wege zum Glück (Fernsehserie, 87 Folgen)
- 2008: Val Montana – Die Jahrhundertlawine
- 2009: Der Kaiser von Schexing – Zwischendurch, Ein geschenkter Tag
- seit 2009: Der Komödienstadel (Fernsehreihe)
  - 2009: Verhexte Hex
  - 2011: Die Provinzdiva
  - 2011: Herz ist Gold
  - 2012: Obandlt is!
  - 2014: Alpenglühn und Männertreu
  - 2023: Ach du lieber Gott
  - 2024: A Wiesn Gschicht
- 2011: Polizeiruf 110: Denn sie wissen nicht, was sie tun (Fernsehreihe)
- 2012: Was machen Frauen morgens um halb vier?
- 2012: Vatertage – Opa über Nacht (Kino)
- 2012: Der Cop und der Snob (Fernsehserie, Folge Das Flauchermädchen)
- 2012: Heiter bis tödlich: Hubert und Staller (Fernsehserie, Folge Feuer und Flamme)
- 2013: München Mord: Wir sind die Neuen (Fernsehreihe)
- seit 2013: Frühling (Fernsehreihe)
  - 2013: Frühlingskinder
  - 2019: Das verlorene Mädchen
  - 2020: Genieße jeden Augenblick
  - 2022: Alte Liebe, neue Liebe
  - 2022: Eine Handvoll Zeit
  - 2023: Lauf weg, wenn du kannst
- 2014: München 7 (Fernsehserie, Folge Die Hühner)
- seit 2015: Lena Lorenz (Fernsehreihe) → siehe Besetzung
- seit 2016: Die Toten von Salzburg (Fernsehreihe)
  - 2016: Die Toten von Salzburg
  - 2018: Zeugenmord
  - 2018: Königsmord
  - 2019: Mordwasser
  - 2019: Wolf im Schafspelz
  - 2021: Schwanengesang
  - 2021: Treibgut
  - 2021: Vergeltung
  - 2023: Schattenspiel
  - 2024: Süßes Gift
  - 2025: Mord in bester Lage
- 2016: SOKO Kitzbühel (Fernsehserie, Folge Gottvater)
- 2016: Liebe bis in den Mord
- 2016–2024: Die Rosenheim-Cops (Fernsehserie, verschiedene Rollen, 3 Folgen)
- 2016–2020: SOKO München (Fernsehserie, verschiedene Rollen, 2 Folgen)
- 2017–2022: Der Alte (Fernsehserie, verschiedene Rollen, 2 Folgen)
- 2018: Matula – Der Schatten des Berges
- 2019: Singles’ Diaries (Webserie)
- 2025: Sturm kommt auf (Fernsehfilm)